# Yu Geli
Yu Geli (forenklet kinesisk: 于格丽; traditionel kinesisk: 於格麗; pinyin: Yú Gélì, født 28. juli 1976 i Yantai, Shandong) er en kvindelig kinesisk håndboldspillerspiller som deltog under Sommer-OL 1996 og Sommer-OL 2004.
I 1996 var hun med på de kinesiske håndboldhold som endte på en femteplads. Hun spillede i alle fire kampe som målmand.
Otte år senere var hun med på de kinesiske hold som kom på en ottendeplads. Hun spillede i alle syv kampe som målmand.